# Liga Mexicana de Béisbol 1981
La Temporada 1981 de la Liga Mexicana de Béisbol fue la edición número 57. Para esta temporada, hubo una reducción de 20 a 16 equipos después de la Huelga de Beisbolistas realizada un año antes que obligó a suspender la temporada y realizar una campaña extraordinaria. Desaparecieron los equipos de Acereros de Monclova, Osos Negros de Toluca, Piratas de Campeche y los Cachorros de León. Sin embargo, la ciudad de Campeche no se quedó sin equipo cuando los Ángeles de Puebla cambiaron de sede para jugar en la ciudad amurallada.
Los equipos se mantienen divididos en la Zona Norte y Zona Sur, a su vez se subdividen en la división este y oeste pero en esta ocasión, las cuatro divisiones contaban solamente con cuatro equipos cada una.
En la Serie Final los Diablos Rojos del México obtuvieron el séptimo campeonato de su historia al derrotar en 7 juegos a los Broncos de Reynosa. El mánager campeón fue Winston Llenas.

## Equipos participantes
| Liga Mexicana de Béisbol 1981 |          |                              |           |                                |                            |           |
| Zona                          | División | Equipo                       | Fundación | Ciudad                         | Estadio                    | Capacidad |
| Norte                         | Este     | Broncos de Reynosa           | 1963      | Reynosa, Tamaulipas            | Adolfo López Mateos        | 10,000    |
| Norte                         | Este     | Rieleros de Aguascalientes   | 1975      | Aguascalientes, Aguascalientes | Alberto Romo Chávez        | 6,494     |
| Norte                         | Este     | Sultanes de Monterrey        | 1939      | Monterrey, Nuevo León          | Cuauhtémoc y Famosa        | 6,000     |
| Norte                         | Este     | Tecolotes de Nuevo Laredo    | 1940      | Nuevo Laredo, Tamaulipas       | La Junta                   | 7,800     |
| Norte                         | Oeste    | Algodoneros de Unión Laguna  | 1940      | Torreón, Coahuila              | Mecano                     | 16,000    |
| Norte                         | Oeste    | Dorados de Chihuahua         | 1936      | Chihuahua, Chihuahua           | Manuel L. Almanza          | 8,000     |
| Norte                         | Oeste    | Indios de Ciudad Juárez      | 1936      | Ciudad Juárez, Chihuahua       | Cruz Blanca                | 5,000     |
| Norte                         | Oeste    | Saraperos de Saltillo        | 1970      | Saltillo, Coahuila             | Francisco I. Madero        | 16,000    |
| Sur                           | Este     | Diablos Rojos del México     | 1940      | México, D. F.                  | Seguro Social              | 25,000    |
| Sur                           | Este     | Leones de Yucatán            | 1954      | Mérida, Yucatán                | Carta Clara                | 9,000     |
| Sur                           | Este     | Petroleros de Poza Rica      | 1958      | Poza Rica, Veracruz            | Heriberto Jara Corona      | 10,000    |
| Sur                           | Este     | Piratas de Campeche          | 1980      | Campeche, Campeche             | Venustiano Carranza        | 6,000     |
| Sur                           | Oeste    | Azules de Coatzacoalcos      | 1979      | Coatzacoalcos, Veracruz        | "Presidente Miguel Alemán" | 4,000     |
| Sur                           | Oeste    | Plataneros de Tabasco        | 1975      | Villahermosa, Tabasco          | Centenario 27 de Febrero   | 8,500     |
| Sur                           | Oeste    | Rojos del Águila de Veracruz | 1903      | Veracruz, Veracruz             | Deportivo Veracruzano      | 12,000    |
| Sur                           | Oeste    | Tigres Capitalinos           | 1955      | México, D. F.                  | Seguro Social              | 25,000    |

## Posiciones
| Zona Norte     | Zona Norte    | Zona Norte    | Zona Norte    | Zona Norte    |
| División Este  | División Este | División Este | División Este | División Este |
| Equipo         | JG            | JP            | PCT           | JV            |
| -------------- | ------------- | ------------- | ------------- | ------------- |
| Nuevo Laredo   | 75            | 50            | .600          | -             |
| Reynosa        | 62            | 64            | .492          | 13.5          |
| Monterrey      | 59            | 69            | .461          | 17.5          |
| Aguascalientes | 57            | 70            | .449          | 19.0          |
| División Oeste |               |               |               |               |
| Equipo         | JG            | JP            | PCT           | JV            |
| Saltillo       | 75            | 52            | .591          | -             |
| Ciudad Juárez  | 71            | 57            | .555          | 3.0           |
| Unión Laguna   | 68            | 58            | .540          | 5.0           |
| Chihuahua      | 36            | 90            | .286          | 37.0          |

| Zona Sur       | Zona Sur      | Zona Sur      | Zona Sur      | Zona Sur      |
| División Este  | División Este | División Este | División Este | División Este |
| Equipo         | JG            | JP            | PCT           | JV            |
| -------------- | ------------- | ------------- | ------------- | ------------- |
| México         | 75            | 47            | .615          | -             |
| Campeche       | 71            | 50            | .587          | 3.5           |
| Yucatán        | 72            | 51            | .585          | 3.5           |
| Poza Rica      | 38            | 87            | .304          | 38.5          |
| División Oeste |               |               |               |               |
| Equipo         | JG            | JP            | PCT           | JV            |
| Tigres         | 65            | 56            | .537          | -             |
| Coatzacoalcos  | 62            | 60            | .508          | 3.5           |
| Tabasco        | 59            | 59            | .500          | 4.5           |
| Águila         | 51            | 73            | .411          | 15.5          |

| Clasificado a los playoffs |

## Juego de Estrellas
El Juego de Estrellas de la LMB se realizó el 21 de julio en el Parque del Seguro Social en México, D. F. La Zona Norte se impuso a la Sur 7 carreras a 5. Nelson Barrera de los Tecolotes de Nuevo Laredo fue elegido el Jugador Más Valioso del partido. No se realizaba un juego de estrellas desde  1976, a partir de este año el juego de estrellas se ha realizado hasta la actualidad de manera ininterrumpida.

## Play-offs
|  | Primer Play off | Primer Play off |              |   | Finales de zona | Finales de zona |  |  | Serie Final | Serie Final |
|  |                 |                 |              |   |                 |                 |  |  |             |             |
|  |                 |                 |              |   |                 |                 |  |  |             |             |
|  |                 |                 |              |   |                 |                 |  |  |             |             |
|  |                 |                 |              |   |                 |                 |  |  |             |             |
|  | Ciudad Juárez   | 2               |              |   |                 |                 |  |  |             |             |
|  | Ciudad Juárez   | 2               |              |   |                 |                 |  |  |             |             |
|  | Nuevo Laredo    | 4               |              |   |                 |                 |  |  |             |             |
|  | Nuevo Laredo    | 4               | Nuevo Laredo | 1 |                 |                 |  |  |             |             |
|  | Zona Norte      |                 | Nuevo Laredo | 1 |                 |                 |  |  |             |             |
|  |                 | Reynosa         | 4            |   |                 |                 |  |  |             |             |
|  | Reynosa         | Reynosa         | 4            | 4 |                 |                 |  |  |             |             |
|  | Reynosa         |                 |              | 4 |                 |                 |  |  |             |             |
|  | Saltillo        | 0               |              |   |                 |                 |  |  |             |             |
|  | Saltillo        | 0               | Reynosa      | 3 |                 |                 |  |  |             |             |
|  |                 |                 | Reynosa      | 3 |                 |                 |  |  |             |             |
|  |                 | México          | 4            |   |                 |                 |  |  |             |             |
|  | Coatzacoalcos   | México          | 4            | 1 |                 |                 |  |  |             |             |
|  | Coatzacoalcos   |                 |              | 1 |                 |                 |  |  |             |             |
|  | México          | 4               |              |   |                 |                 |  |  |             |             |
|  | México          | 4               | México       | 4 |                 |                 |  |  |             |             |
|  | Zona Sur        |                 | México       | 4 |                 |                 |  |  |             |             |
|  |                 | Campeche        | 3            |   |                 |                 |  |  |             |             |
|  | Campeche        | Campeche        | 3            | 4 |                 |                 |  |  |             |             |
|  | Campeche        |                 |              | 4 |                 |                 |  |  |             |             |
|  | Tigres          | 1               |              |   |                 |                 |  |  |             |             |
|  | Tigres          | 1               |              |   |                 |                 |  |  |             |             |

## Designaciones
Se designó como novato del año a Teodoro Higuera  de los Indios de Ciudad Juárez.

## Acontecimientos relevantes
- 27 de marzo: Ramón de los Santos de los Algodoneros de Unión Laguna le lanza juego sin hit ni carrera de 7 entradas a los Dorados de Chihuahua, en un partido disputado en Chihuahua, Chihuahua y que terminó con marcador de 4-0.[4]
- 12 de abril: Rolando Menéndez de los Saraperos de Saltillo le lanza juego sin hit ni carrera de 7 entradas a los Broncos de Reynosa, en un partido disputado en Saltillo, Coahuila y que terminó con marcador de 2-0.
- 26 de abril: Víctor García de los Tecolotes de Nuevo Laredo le lanza juego perfecto de 7 entradas a los Indios de Ciudad Juárez, en un partido disputado en Nuevo Laredo, Tamaulipas y que terminó con marcador de 1-0. El quinto juego perfecto lanzado en la historia de la liga de manera individual, y sexto en total.
- 17 de mayo: Rafael García de los Indios de Ciudad Juárez le lanza juego sin hit ni carrera de 7 entradas a los Azules de Coatzacoalcos, en un partido disputado en Ciudad Juárez, Chihuahua y que terminó con marcador de 3-0.
- 25 de mayo: Gary Beare de los Tecolotes de Nuevo Laredo le lanza juego sin hit ni carrera de 7 entradas a los Diablos Rojos del México, en un partido disputado en Nuevo Laredo, Tamaulipas y que terminó con marcador de 2-0.